# Fernando García Macua
Fernando García Macua (Bilbao, 18 luglio 1963) è un avvocato spagnolo, presidente dell'Athletic Club dal 2007 al 2011, squadra di calcio della città di Bilbao che milita nella Liga spagnola.

## Biografia
Avvocato di professione, dirige uno studio legale a Bilbao. È stato presidente dell'Athletic Club dopo le elezioni dell 12 luglio 2007, vincendo su altri candidati, tra cui Juan Carlos Ercoreca, che aveva ricoperto posizioni dirigenziali nelle precedenti presidenze.
Il suo mandato è stato contrassegnato dalla decisione di etichettare pubblicamente alcuni giocatori come "strategici".  Una delle sue decisioni più controverse è stata quella di cedere Aritz Aduriz al RCD Maiorca per cinque milioni di euro, negli ultimi giorni di calciomercato, operazione per cui è stato criticato da alcuni giocatori della propria squadra. Tuttavia, durante i suoi anni di presidenza, il club ha avuto una grande stabilità sportiva e, addirittura, si è qualificato per la finale della Copa del Rey nel 2009 dopo quasi 25 anni di assenza. L'allenatore che ha ingaggiato, Joaquín Caparrós, ha qualificato l'Athletic per la Coppa UEFA in due delle quattro stagioni.
Il 7 luglio 2011 ha perso le elezioni contro l'ex giocatore della squadra rojiblanca, Josu Urrutia, con una differenza di 2.261 voti.